# Брустуранка
Брустура́нка (укр. Брустурянка) — река в Украинских Карпатах, в Тячевском районе Закарпатской области Украины. Левый приток Тересвы (бассейн Тисы).

## Описание
Длина — 15 км, площадь водосборного бассейна — 340 км². Уклон реки — 11 м/км. Река типично горная. Долина преимущественно V-образная — узкая и глубокая, местами с крутыми склонами. Русло слабоизвилистое, порожистое.

## Расположение
Брустуранка берет начало на северо-востоке от села Лопухов, образуясь от слияния двух рек — Турбат и Беретянка. Течёт преимущественно на юго-запад, местами — на юг. Впадает в Тересву в пределах пгт Усть-Чорна.
Река является границей между двумя горными массивами Украинских Карпат: Внутренние Горганы и Свидовец.
На правобережье реки возле села Лопухов расположен Кедринский заказник.
В XX в. вдоль реки проходила одна из веток узкоколейной железной дороги Тересва - Усть-Черна.